# Tobias Hansen
Tobias Aagaard Hansen, född den 10 mars 2002, är en dansk tävlingscyklist.
Hansen ingick i det danska laget som tog brons i lagförföljelse vid VM 2022.